# Boussais
Boussais é uma comuna francesa na região administrativa da Nova Aquitânia, no departamento de Deux-Sèvres. Estende-se por uma área de 19,72 km². Em 2010 a comuna tinha 465 habitantes (densidade: 23,6 hab./km²).